# Câteva conversații despre o fată foarte înaltă
Câteva conversații despre o fată foarte înaltă ('Enkele gesprekken over een heel lang meisje') is een Roemeense dramafilm uit 2018 onder regie van Bogdan Theodor Olteanu.

## Verhaal
Twee meisjes met verschillende karakters praten met elkaar over een ander meisje, een voormalige minnares van beiden. Naarmate ze dichterbij elkaar komen, wordt de kloof tussen hen groter. Een van beiden is wel op zoek naar liefde, maar wil zich niet bloot geven en niet uit de kast komen.

## Hoofdrollen
- Silvana Mihai
- Florentina Năstase
- Denisse Moise
- Ana Ivan